# Хуманистичен демократичен център
Хуманистичният демократичен център (на френски: Centre démocrate humaniste, cdH) е белгийска християндемократическа партия, активна главно сред френскиговорещата общност. Член е на Европейската народна партия. Председател на партията е Жоел Милке.
Партията е официално основана през 1972 година под името Социалхристиянска партия, след започналото още през 1968 година разцепление на езиков принцип на общобелгийската Социалхристиянска партия. Партията претърпява тежко поражение през 1999 година, когато след поредица от скандали коалицията, водена от Жан-Люк Деан, пада от власт и прекъсва дългогодишното участие на християндемократите в управлението на страната. През следващите години в партията протичат вътрешни реформи и през 2004 година тя отново става част от коалиционните правителства на Валония и Столичен регион Брюксел. На общите избори през 2007 година получава 10 от 150 места Камарата на представителите и 2 от 40 места в Сената.